# Cmentarz Trafalgarski
Cmentarz Trafalgarski w Gibraltarze był czynny w latach 1798-1814. Chociaż nazwa upamiętnia bitwę pod Trafalgarem, jedynie dwie spośród pochowanych tam osób zmarły wskutek ran odniesionych w bitwie.

## Historia
Nekropolia została poświęcona w czerwcu 1798 roku, siedem lat przed bitwą pod Trafalgarem. Większość grobów kryje szczątki ofiar trzech epidemii żółtej febry z lat 1804, 1813 i 1814. Na cmentarzu spoczywają również ofiary innych bitew morskich ery napoleońskiej – bitwy pod Algeciras w 1801 roku oraz walk o Kadyks (1810) i Malagę (1812).